# 盧津 (明朝)
盧津（15世紀—16世紀），字要卿，號涯軒，廣東廣州府南海縣洲頭堡人，明朝政治人物。

## 生平
盧津是正德二年（1507年）廣東鄉試舉人，六年（1511年）中會試副榜，授鳳陽訓導，教學嚴厲但不苛求，因父親逝世回鄉，服闋後改任建平訓導，曾說：「江北士子資質遲鈍，我希望用江南文章教學啟蒙他們。」母親年老，請求終養歸家，婉拒起用為長興知縣，他在家為人孝友，尤其擅長教子，有詔稱：「你能為人民父親，我亦能為你的父親，你不能教育人民，我也不能子教育你了。」為名論。
盧津娶妻崔氏，生下兒子盧寧，為嘉靖二十三年進士。

## 引用
1. 1 2  同治《南海縣志·卷三十六·列傳五》：盧津，字要卿，號涯軒，洲頭堡人，性敏好學，刻苦淬厲，正德丁卯舉鄉薦，辛未以乙榜授鳳陽府訓導，學範師模、嚴整弗苛，父憂服闋改建平縣學，嘗曰：「江北之士木質遲鈍，吾緣餙以文江南，藻發有斐吾勗以道。」母老乞終養歸，未幾起為長興知縣竟不出，家居孝友，尤善教子，子寧宰崑山、興國，守潼川，時詔之曰：「汝能為民父，吾能為汝父，汝不能子民，吾不能子汝矣。」最為名論，寧別有傳。 據文徵明盧君傳畧修
2. ↑  龚延明主编. . 宁波: 宁波出版社. 2016. ISBN 978-7-5526-2320-8. 《天一閣藏明代科舉錄選刊.登科錄》之《嘉靖二十三年甲辰科進士登科錄》